# Mosquée de Kaloútsiani
La mosquée de Kaloútsiani (en turc : Kanlı çeşme camii, « mosquée de la fontaine sanglante », en grec moderne : Τζαμί Καλούτσιανης / Tzamí Kaloútsianis) est un édifice ottoman situé dans la ville grecque d'Ioánnina, en Épire. Construite en 1740, la mosquée devint propriété privée en 1932 et connut de multiples usages commerciaux. Retombé dans le giron public en 2005, le monument fait depuis lors l'objet de campagnes de restauration.

## Origine du nom
La mosquée, ainsi que le quartier alentour, tireraient vraisemblablement leur nom d'une déformation linguistique progressive des termes turcs çeşme (« fontaine ») et kan (« sang »). En 1611, Ioánnina connut une vague de révoltes (en) menée par Denys le Philosophe (en), ancien métropolite de Lárissa. Le mouvement fut durement réprimé par les autorités ottomanes, qui chassèrent les familles grecques et albanaises hors de la forteresse d'Ioánnina,. Des expulsés s'installèrent dans la zone proche de la mosquée actuelle, où s'étendait à l'époque le sérail du dignitaire ottoman Osman Pacha. Le quartier, épicentre de l'insurrection paysanne et porte d'entrée sud-ouest de la ville,, prit le nom populaire de « fontaine sanglante ». Cette appellation est mentionnée par le voyageur Evliya Çelebi au milieu du XVIIe siècle,.
Une autre hypothèse à l'origine complexe du toponyme mentionne Mehmet Pacha II, fils d'Hatzi Mehmed Pacha. Surnommé « le bon pacha » (Καλό Πασά), il fit ériger une fontaine aux abords de la mosquée, un acte qui ferait remonter le nom du quartier au terme « bonne fontaine ».
Le monument est parfois évoqué sous les noms hellénisés de « mosquée Kalou Tsesme », « mosquée Hatzi-Mehmed-Pacha » ou bien encore « mosquée Ahmed-Pacha »,,.

## Histoire
Selon l'inscription dédicatoire apposée sur l'édifice, la mosquée de Kaloútsiani fut commanditée en 1740 par Hatzi Mehmed Pacha, ancien gouverneur d'Ioánnina, à l'emplacement d'une petite mosquée en bois pour la prière quotidienne (masjid), datant vraisemblablement de la fin du XVe siècle. Cette mosquée préexistante fut potentiellement incendiée lors de la révolte conduite par Denys le philosophe. Au cours de son histoire, l'édifice d'Hatzi Mehmed Pacha fut partiellement endommagé par les séismes et rénové.
Après le rattachement de la ville à la Grèce en 1913, la mosquée fut inscrite sur la liste des biens échangeables de la Banque nationale et temporairement utilisée comme gare routière interurbaine. Classé en 1925, le lieu fut vendu en 1932 à des particuliers qui développèrent de nombreuses échoppes à l'intérieur du large portique. Parmi les boutiques figurait le populaire kafenío « La mosquée » (Καφενείον Το Τζαμί). Le toit du minaret fut détruit entre 1920 et 1944, probablement lors des bombardements italiens à l'automne 1940.
Depuis 2005, l'édifice est désormais propriété du ministère de la Culture et des Sports. Un projet de restauration de la mosquée et de la place Tzavélas est actuellement mis en œuvre en vue de redonner au monument son aspect originel.

## Architecture
La mosquée occupe une superficie de 231 m2. Elle présente une salle de prière carrée de 11,50 m de côté à l'extérieur. La structure est composée de deux niveaux en légère saillie séparés par une corniche, l'ensemble étant surmonté d'une coupole dont le tambour octogonal repose sur quatre trompes. Un portique à colonnade, fermé depuis la conversion du rez-de-chaussée en boutiques, occupe les façades nord et est. L'espace ajouré entre les dix colonnes était autrefois occupé par des traverses en bois destinées au maintien de la structure en cas de séisme. Initialement, les façades sud et ouest comportaient chacune deux rangées de deux fenêtres, avant que les ouvertures inférieures ne soient remplacées par des portes au XXe siècle. Le dôme et le toit du portique sont recouverts d'ardoises. Quatre arcs-boutants angulaires relient le tambour à la base carrée de la structure.
Malgré sa réutilisation commerciale, l'édifice conserve une riche décoration peinte d'arabesques et d'inscriptions sur la coupole, un mihrab en bois et en plâtre de couleur verte, une partie du minbar pyramidal et un minaret de 20,36 m dépourvu de toit à l'angle nord-ouest,,. À l'intérieur subsiste également une galerie surélevée en bois sculpté sur le côté nord.